# Bora Gyula
Bora Gyula (Gyömrő, 1928. október 13. – Budapest, 2022. február 17.) közgazdász, geográfus, egyetemi tanár, rektorhelyettes.
| Bora Gyula                                | Bora Gyula                                |
| Kattints az alábbi külső linkek egyikére! | Kattints az alábbi külső linkek egyikére! |
| ----------------------------------------- | ----------------------------------------- |
| Nem található szabad kép.(?)              |                                           |
| külső link · jogvédett                    | Bora Gyula. Gözgazdász.                   |

## Szakmai önéletrajza
Bora Gyula 1948-ban, az akkor önállósuló Közgazdaságtudományi Egyetemen kezdte egyetemi tanulmányait. 1952-ben szerzett diplomát a Külkereskedelmi szakon. Már hallgatóként szoros kapcsolatba került a Gazdaságföldrajz Tanszékkel, amelynek vezetője akkor Markos György volt. Tanársegédként kezdte pályafutását 1952-1959 között. 1958-ban doktorált. Adjunktus volt 1959-1966 között. 1965-ben gazdaság földrajzból megszerezte a földrajztudományok kandidátusa címet.1966-ban nevezték ki egyetemi docensnek. A Chicagói Egyetemen és a Kaliforniai Egyetem (Berkeley)in Ford ösztöndíjas vendég kutató 1965/66-ban. 1983-ban tanszékvezető egyetemi tanári kinevezést nyert el. A Kereskedelmi Kar dékánhelyettese, majd tudományos rektorhelyettes. (1983-1989) 1998-ban nyugdíjba vonult, ezt követően emeritus professzorként dolgozott haláláig a Budapesti Corvinus Egyetemen.
Fő oktatási és kutatási területe az ipar és a természeti erőforrások földrajza volt. A tanszéki profil változásával a földrajztudomány akkoriban kibontakozó kérdései, mint a termelőerők területi elhelyezése, az ipartelepítés, a regionális földrajz, a regionális gazdaságtan, a környezetföldrajz és -gazdaságtan, a településföldrajz lettek munkájának súlyponti területei. Tudományos munkája mindig erősen kötődött oktatási tevékenységéhez, nemzetközi kapcsolataihoz és különböző gyakorlati projektekhez (pl. nemzetközi egyezmények, Balaton, Sajó-völgy).
Oktató és kutató tevékenységét nemzetközileg is elismerték. Hazai és nemzetközi szervezetekben betöltött tisztségeit, kapcsolatait (Magyar ENSZ Társaság Kormányzó Tanácsának alelnöke, az MTA Társadalom-földrajzi Tudományos Bizottságának tagja (1973-tól), a Nemzetközi Földrajzi Unió magyarországi nemzeti bizottságának titkára (1959-1984), elnöke (1984-1989), társelnöke (1993-tól). Egyetem Habilitációs Bizottságának elnöke) eredményesen kamatoztatta az Egyetem és az Magyar Földrajzi Társaság érdekében egyaránt. A Budapesti Corvinus Egyetem igen gazdag és színes nemzetközi kapcsolatrendszerének alapjait rektorhelyettesként ő rakta le.
Az Magyar Földrajzi Társaság életében 1989–1993 között elnökként, 1993–2001 között alelnökként, további 18 éven át a Választmány tagjaként kimagasló szerepe volt. A Társaság és a földrajz oktatásának ügyét haláláig szívén viselte.
Munkásságának eredményét számos szakkönyv, tankönyv, jegyzet, valamint tudományos és népszerűsítő művek, cikkek sorozata jelzi. Tankönyvírói tevékenysége is ötven éves múltra tekint vissza, több generáció földrajztudását, honismeretét alapozták meg a Nemzeti Tankönyvkiadónál megjelent, az általános és középiskolás korosztály számára írt Társadalomföldrajz és Magyarország földrajza tankönyvei. 1991-ben a Föld és ég szakmai lap szerkesztő bizottságának az elnöke. 1992-ben a Földgömb szakmai lap szerkesztő bizottságának az elnöke, majd  2008-ig a tudományos tanácsadó testület tagja.
1986-tól 1989-ig az Egyetemi Szemle szerkesztő bizottságának az elnöke.

## Kitüntetések
- Akadémiai Díj (1978)
- Munka Érdemrend bronz fokozata. (1982)[10]
- Apáczai Csere János-díj (1996)
- Magyar Köztársasági Érdemrend lovagkeresztje, polgári tagozat (2004),
- Lóczy Lajos-emlékérem (2013)

## Legfontosabb publikációi
- Magyarország gazdaságföldrajza. Társszerzők: Bernát Tivadar, Kalász Lajos, Kollarik Amália, Matheika Március. Budapest, Tankönyvkiadó, 1969. 2., javított kiadás. 1972.
- Válogatott tanulmányok a gazdasági földrajzból. [szerkesztő Sárfalvi Béla] Sorozat: (Világnézeti nevelésünk természettudományos alapjai; 6.) Budapest, Tankönyvkiadó, 1971.
- The twenty-five years development of the Hungarian national economy. In: Research papers. A selection of studies on economic geography and regional science. Budapest, Univ. of Econ. ’’Karl Marx” 1971.
- Világvárosok, nagyvárosok. Társszerzők: Bernát Tivadar, Fodor László. [a térképeket rajzolta Zeikfalvy Lenke] Budapest, Gondolat, 1973.
- Magyarország gazdaságföldrajza. Írta Gazdaságföldrajz és Regionális Gazdaságtan Tanszék Munkaközössége. [szerk. Bernát Tivadar] [kiad. Marx Károly Közgazdaságtudományi Egyetem] Budapest, Tankönyvkiadó, 1975.
- Közlekedési földrajz a II. évfolyam közlekedési-szakos d.e. és a II. évfolyam közlekedési-szakos esti-levelező hallgatók részére. [közread. a] Marx Károly Közgazdaságtudományi Egyetem. Megjelenés: Budapest, Tankönyvkiadó, 1978.
- Industrie und Dorf. Beziehungen zwischen der Industralisierung und der Entwicklung der Dörfer in Ungarn. Osteuropa (FRG) 33: 1983. 6: 485-192.
- Földrajz a szakközépiskola számára. Társszerzők: Köves József. [rajz Gőczey Ildikó, Vincze László] 3. javított kiadás. Budapest, Tankönyvkiadó, 1983. 6. javított kiadás 1992.
- Közlekedési földrajz. Budapest, Tankönyvkiadó, 1987.
- Magyarország földrajza a középiskolák számára. Társszerző: Nemerkényi Antal. Budapest,  Nemzeti Tankönyvkiadó, 1994.
- Ungarns Geographie für die deutschsprachigen Gymnasien. (von Gyula Bora, Antal Nemerkényi. Umgearbeitet von Gerhard Dorn, Wolfgang Goldhammer. [Übers. von Michael Müller] Egységesített cím Magyarország földrajza a középiskolák számára (német) Kiadás:       Neuebearbeitung. Megjelenés: Budapest, Nemzeti Tankönyvkiadó, 2005.

## Bora Gyulára vonatkozó ÁBTL iratok.
1.11.11. 14340 Bora Gyula. Anyja neve Huszár Lenke. Születési idő 1928-10-13. Foglalkozás egyetemi docens. 1980.
3.2.9. R-8-012 "Pálfalvi" Pataki János korábbi etiópiai, majd ghánai nagykövet 1975 nyarán családjával Svájcba disszidált, majd az USA-ban telepedett le. A dosszié az ügy kivizsgálásával foglalkozik. 1976.
3.1.9. V-160869/10 Tóth István és társai. Államtitoksértés és más bűntettek miatt több személy ellen indított büntetőeljárás vizsgálati dossziéja (főként tanúkihallgatási jegyzőkönyveket tartalmaz 1974-ből). BM Vizsgálati Osztály (III/1.) 1974.
Belügyminisztérium Vizsgálati Osztály. Államtitoksértéssel és más bűntettével gyanúsított Tóth István és társai ügyében. Tanú Bernát Tivadar (született Zákány, 1926. július 30. Anyja neve Jagozdics Rozália. Tanszékvezető egyetemi docens az MKKE-en), Budapest, II. kerület, Gyorskocsi u. 31. 1974. július 20. Kihallgató Farkas Ferenc rendőr alezredes. Bernát Tivadar vallomása: Tóth Istvánt személyesen nem ismerem, csak a nevét hallottam, miután előzetes letartoztatásba került. Kórodi Józsefet kb. 1948-ban ismertem meg a Közgazdaságtudományi Egyetemen, illetve annak kollégiumában. Egy évfolyamon végeztünk. Az 1950-es évek végén szoros munkakapcsolat alakult ki közöttünk. Szakértőként dolgoztam az Országos Tervhivatal Területfejlesztési Osztályán, amelyet Ő vezetett. [] Viszkei Mihályt munkakapcsolat során ismertem meg. A Gazdaságföldrajzi Tanszék és Viszkei Mihály (Fővárosi Tanács VB Tervosztályának a vezetője) közötti megállapodás (1967 május 31) értelmében tanulmányokat írtunk. Arról nincs tudomásom, hogy az általunk készített és Viszkei Mihálynak átadott tanulmányok hol és milyen felhasználást nyertek. Közlés Felmutatom Önnek Viszkei Mihály lakásán lefoglalt 3 kötetből álló tanulmányt. Bernát Tivadar válasza, ezeket a tanulmányokat Ő és a Tanszék munkatársai (Fodor László és Bora Gyula) készítették. [] Határozottan állítom, hogy az általam megkötött szerződések alapján foglalkoztatott személyek minden esetben elvégezték a munkát. Fiktív szerződések, megállapodások teljesen kizártak voltak. Viszkei Mihály és Kórodi József bűnös kapcsolatáról nincs tudomásom, csupán hivatali kapcsolataikról.
Bora Gyula (Született Gyömrő, 1928 október 13. Anyja neve Huszár Lenke. egyetemi docens az MKKE-en) tanú kihallgatása. (1974 július 8.) Kihallgató Farkas Ferenc rendőr alezredes. Vallomása megegyezett Bernát Tivadar vallomásával. Hozzájárulás a Marx Károly Közgazdaságtudományi Egyetem 1953–1989 közötti történetének a megismeréséhez. (magyar nyelven). Sipos Béla. OSZK-MEK. (Hozzáférés: 2023. december 27.) 83-84. o.